# Aeroporto Internacional de Austin-Bergstrom
O Aeroporto Internacional de Austin–Bergstrom (em inglês: Austin–Bergstrom International Airport, código IATA: AUS, código ICAO: KAUS), também chamado da abreviação ABIA, situa-se no Austin, a capital do Texas nos Estados Unidos e é o 34º maior aeroporto americano. Foi aberto ao tráfego em 23 de maio de 1999.
O Aeroporto bateu em 2014 o aeroporto superou pela primeira vez os 10 milhões passageiros.

## História
Até à inauguração do Aeroporto de Austin–Bergstrom, Austin era servida por um aeroporto denominado Aeroporto Municipal Robert Mueller situado em perto de Rodoviário Interestadual 35 no Airport Boulevard, que entrou em funcionamento em outubro 1930 e foi desactivado em 1999.
O aeroporto é (e a base anterior era) nomeado após do Capitão John August Earl Bergstrom, uma reservista do 19º Grupo de Bombardeio, que foi morto no Clark Field nas Filipinas. Era o primeiro austinito que foi morto durante a 2ª Guerra Mundial.
O aeroporto era originalmente uma base da Força Aérea dos Estados Unidos. A base foi seleccionada pela Comissão do Realinhamento e Encerramento de Bases em 1991, e era desactivado.

## Instalações

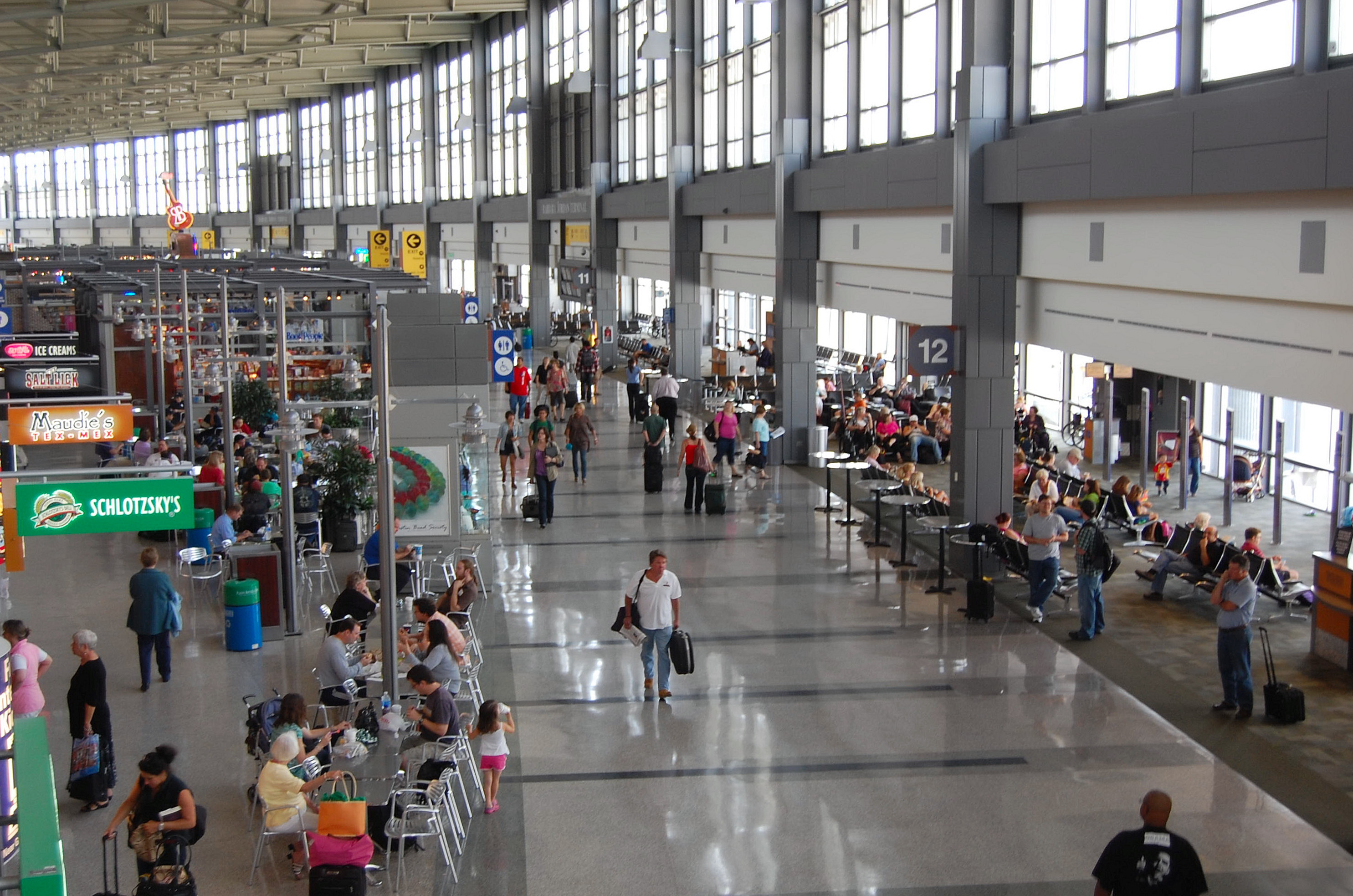
A Nível de Partidas no Aeroporto Internacional de Austin Bergstrom como visto do mezanino

O Terminal de Barbara Jordan é o primário terminal do aeroporto. O terminal foi projetado por empresa PageSoutherlandPage de Austin com um arquiteto associado de Gensler e Larry Speck, um professor de arquitetura da Universidade do Texas a Austin era o arquiteto líder.
O terminal é 61.000 m² com um total de 25 portas, dois dos quais podem ser utilizados para as chegadas internacionais. Apesar de existirem vários restaurantes e concessões de alimentos dentro do terminal, mas todos os dois estão localizados dentro das áreas seguras do terminal. O terminal também tem um palco de música ao vivo em que bandas locais executar de acordo com o espírito da proclamação de Austin como «A Capital Mundial da Música ao Vivo».
O terminal é ligado a uma garagem de estacionamento 3000 espaço utilizado para estacionamento público. A facilidade de aluguer de automóveis consolidada que abriga balcão, «pick up», cair fora, serviço e instalações de limpeza é conectado via passarela para a garagem do terminal e estacionamento. Ambos os American Airlines e United Airlines operam neste aeroporto lounges para os membros de seus programas de salão executivo. Os membros do programa salão executivo da Alaska Airlines e British Airways First e Club World passageiros também têm acesso às instalações do American Airlines.

### Expansão
O primeiro grande projeto de expansão do Terminal Barbara Jordan—o «East Terminal Infill» foi concluída no verão de 2015. Ele acrescentou uma alfândega e ampliadas instalações de imigração no nível capaz de processar mais de 600 passageiros por hora, dois cintos de bagagem domésticos chegadas, e um posto de segurança alargada no nível de partidas. A adição das novas instalações de aluguer de automóveis, concluída em outubro de 2015, permitiu que os 900 lugares de estacionamento previamente utilizados para veículos no último andar da garagem de estacionamento a ser convertido em adicional estacionamento.
Uma nova expansão sete portão está definido para quebrar a terra no final de 2015, no lado leste do terminal, onde os portões internacionais estão localizados no momento. As novas portas serão mais afastados para acomodar aviões maiores, e incluirá umas portas de uso flexível que podem acomodar ambos os voos domésticos e internacionais.

## Companhias Aéreas e Destinos
O Aeroporto Internacional de Austin–Bergstrom é servido por 14 companhias aéreas e suas afiliadas para destinos nos Estados Unidos, México, Canadá, Alemanha e no Reino Unido.
| Companhias Aéreas                             | Destinos |
| --------------------------------------------- | --- |
| Aeroméxico Connect                            | Cidade do México |
| Air Canada Express                            | Toronto–Pearson |
| Alaska Airlines                               | Seattle/Tacoma |
| Alaska Airlines operada pela SkyWest Airlines | Portland (OR) |
| Allegiant Air                                 | Cincinnati, Las Vegas, Memphis, Orlando/Sanford |
| American Airlines                             | Charlotte, Chicago–O'Hare, Dallas/Fort Worth, Los Angeles, Miami |
| American Eagle                                | Phoenix Sazonal: Charlotte, Los Angeles |
| British Airways                               | Londres–Heathrow |
| Buzz Airways                                  | Branson (MO), Chicago–Midway |
| Condor Flugdienst                             | Sazonal: Frankfurt |
| Delta Air Lines                               | Atlanta, Minneapolis/St. Paul, New York–JFK, Salt Lake City Sazonal: Detroit |
| Delta Connection                              | Detroit, Los Angeles, Minneapolis/St. Paul, Salt Lake City |
| Frontier Airlines                             | Atlanta, Chicago–O'Hare, Denver, Las Vegas |
| JetBlue Airways                               | Boston, Fort Lauderdale, Long Beach, New York–JFK, Orlando |
| Norwegian Air Shuttle                         | London Gatwick, Paris-CDG |
| Southwest Airlines                            | Atlanta, Baltimore, Boston, Chicago–Midway, Dallas–Love, Denver, El Paso, Fort Lauderdale, Harlingen, Houston–Hobby, Las Vegas, Los Angeles, Lubbock, Nashville, Newark, New Orleans, Oakland, Orange County (CA), Orlando, Phoenix, St. Louis, San Diego, San Jose (CA), Seattle/Tacoma, Tampa, Washington–National Sazonal: Cancún, Memphis, Portland (OR), San José del Cabo |
| Texas Sky Airways operada pela CFM            | Victoria (TX) |
| United Airlines                               | Chicago–O'Hare, Denver, Houston–Intercontinental, Newark, São Francisco, Washington–Dulles |
| United Express                                | Chicago–O'Hare, Denver, Houston–Intercontinental, Newark, Los Angeles, São Francisco, Washington–Dulles |
| Virgin America                                | São Francisco |
| Volaris                                       | Guadalajara |